# Musée huguenot de Berlin
Le musée huguenot de Berlin (Hugenottenmuseum) est un musée consacré à l'histoire des protestants français émigrés à Berlin et en Brandebourg durant le Refuge, du fait des persécutions religieuses du XVIIe siècle et du XVIIIe siècle et où ils constituent dès lors une communauté très influente et active.

## Histoire

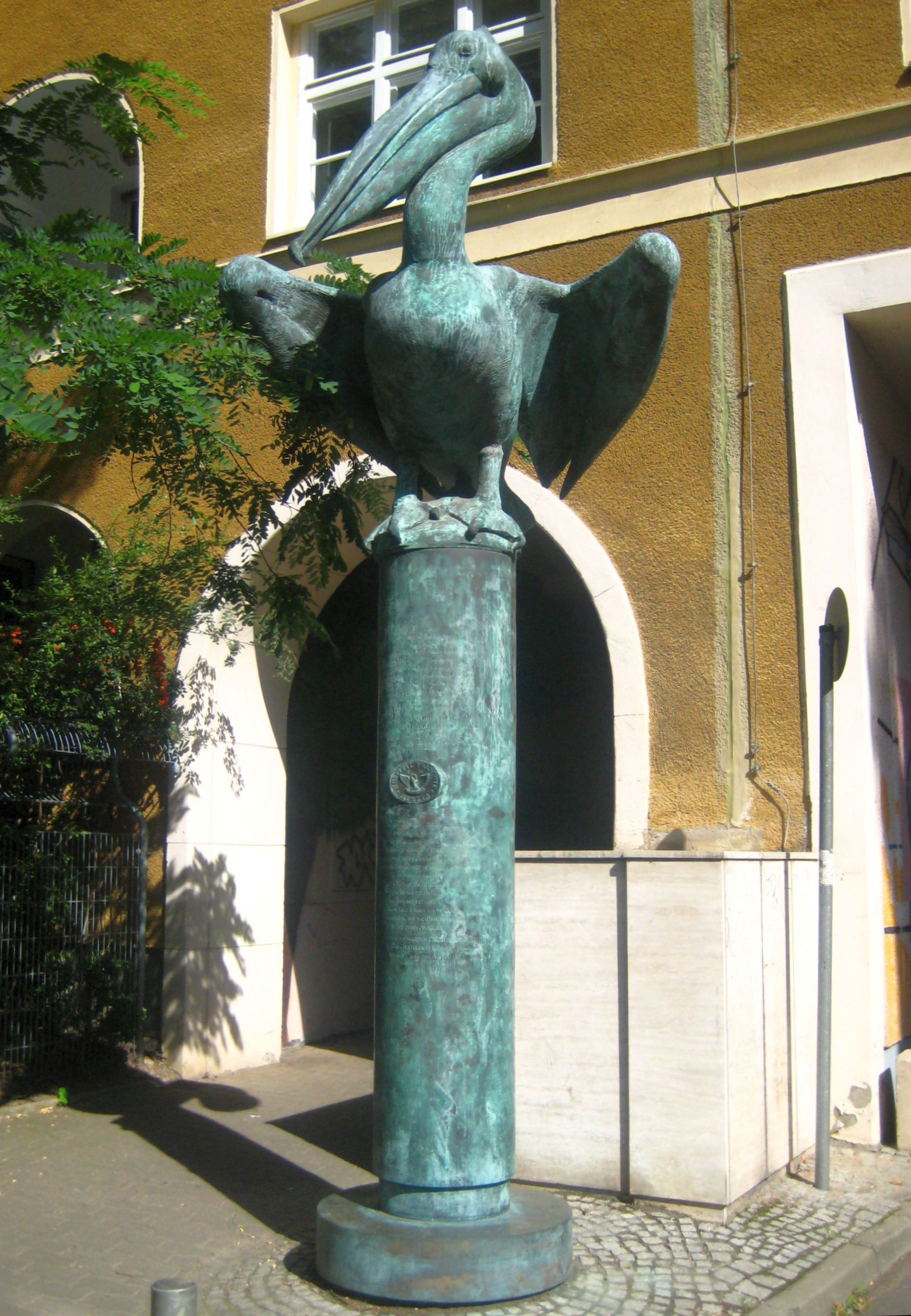
Le pélican des huguenots, Claire-Waldoff-Straße, Berlin, symbole de la sollicitude de l'électeur de Brandebourg Frédéric-Guillaume Ier envers les réfugiés huguenots. Sculpture de Michael Schmidt installée en 1994 à l'emplacement de l'ancien hôpital français de Berlin.

En 1935, le consistoire de l’Église française de Berlin a installé le musée dans le temple français de la Friedrichstadt (Französischen Dom) sur la place Gendarmenmarkt dans le quartier central de Berlin-Mitte.
À la suite de la révocation de l’édit de Nantes en 1685, Frédéric-Guillaume Ier, électeur de Brandebourg et duc de Prusse promulgue l’édit de Potsdam afin d'accueillir les réfugiés huguenots et de renforcer ainsi la puissance de son royaume. Près de 20 000 réfugiés protestants français, notamment en provenance de Lorraine, ont ainsi trouvé asile à Berlin et en Brandebourg. Le musée huguenot retrace leur histoire à l'aide de documents d'époque ou de tableaux, gravures, manuscrits et médailles plus récents. 
L’exposition présente les événements historiques qui ont poussé les protestants à quitter la France et retrace le développement des établissements français dans la marche de Brandebourg ainsi que les apports de ces réfugiés à l’essor prussien au XVIIIe siècle. Des personnalités de la paroisse réformée française de Berlin telles que le peintre et graveur Daniel Chodowiecki ou le poète Theodor Fontane sont aussi présentées.
L’exposition présente aussi l’architecture et l’histoire de la construction de la cathédrale protestante française de Berlin.  